# Lima Challenger
Lima Challenger, właśc. Lima Challenger Copa Claro – męski turniej tenisowy rangi ATP Challenger Tour. Rozgrywany na kortach ceglanych w peruwiańskiej Limie od 2000 roku.

## Mecze finałowe

### Gra pojedyncza
| Rok       | Mistrz                   | Finalista               | Wynik            |
| 2022X     | Daniel Altmaier          | Tomás Martín Etcheverry | 6:1, 6:7(4), 6:4 |
| 2022VIII  | Camilo Ugo Carabelli     | Thiago Agustín Tirante  | 6:2, 7:6(4)      |
| 2021X     | Nicolás Jarry            | Juan Manuel Cerúndolo   | 6:2, 7:5         |
| 2021IX    | Hugo Dellien             | Camilo Ugo Carabelli    | 6:3, 7:5         |
| 2020      | Daniel Elahi Galán       | Thiago Agustín Tirante  | 6:1, 3:6, 6:3    |
| 2019      | Thiago Monteiro          | Federico Coria          | 6:2, 6:7(7), 6:4 |
| 2018      | Cristian Garín           | Pedro Sousa             | 6:4, 6:4         |
| 2017      | Gerald Melzer            | Jozef Kovalík           | 7:5, 7:6(4)      |
| 2016      | Cristian Garín           | Guido Andreozzi         | 3:6, 7:5, 7:6(3) |
| 2015      | Gastão Elias             | Andrej Martin           | 6:2, 7:6(4)      |
| 2014      | Guido Pella              | Jason Kubler            | 6:2, 6:4         |
| 2013      | Horacio Zeballos         | Facundo Bagnis          | 6:7(4), 6:3, 6:3 |
| 2012      | Guido Andreozzi          | Facundo Argüello        |                  |
| 2010–2011 | Nie rozgrywany           | Nie rozgrywany          | Nie rozgrywany   |
| 2009      | Eduardo Schwank          | Jorge Aguilar           | 7:5, 6:4         |
| 2008      | Martín Vassallo Argüello | Sergio Roitman          | 6:2, 4:6, 6:4    |
| 2007      | Pablo Cuevas             | Marcos Daniel           | 0:6, 6:4, 6:3    |
| 2002–2006 | Nie rozgrywany           | Nie rozgrywany          | Nie rozgrywany   |
| 2001      | Juan Ignacio Chela       | Marcos Daniel           | 6:2, 1:0 krecz   |
| 2000      | Guillermo Coria          | Juan Antonio Marín      | 6:0, 7:6(7)      |

### Gra podwójna
| Rok       | Mistrzowie                            | Finaliści                                             | Wynik              |
| 2022X     | Jesper de Jong Max Houkes             | Guido Andreozzi Guillermo Durán                       | 7:6(6), 3:6, 12–10 |
| 2022VIII  | Ignacio Carou Facundo Mena            | Orlando Luz Camilo Ugo Carabelli                      | 6:2, 6:2           |
| 2021X     | Sergio Galdós Gonçalo Oliveira        | Marcelo Tomás Barrios Vera Alejandro Tabilo           | 6:2, 2:6, 10–5     |
| 2021IX    | Julian Lenz Gerald Melzer             | Nicolás Barrientos Fernando Romboli                   | 7:6(4), 7:6(3)     |
| 2020      | Íñigo Cervantes Oriol Roca Batalla    | Collin Altamirano Vitaliy Sachko                      | 6:3, 6:4           |
| 2019      | Ariel Behar Gonzalo Escobar           | Luis David Martínez Felipe Meligeni Alves             | 6:2, 2:6, 10–3     |
| 2018      | Guido Andreozzi Guillermo Durán       | Ariel Behar Gonzalo Escobar                           | 2:6, 7:6(5), 10–5  |
| 2017      | Miguel Ángel Reyes-Varela Blaž Rola   | Gonçalo Oliveira Grzegorz Panfil                      | 7:5, 6:3           |
| 2016      | Sergio Galdós Leonardo Mayer          | Ariel Behar Gonzalo Lama                              | 6:2, 7:6(7)        |
| 2015      | Andrej Martin Hans Podlipnik-Castillo | Rogério Dutra Silva João Souza                        | 6:3, 6:4           |
| 2014      | Sergio Galdós Guido Pella             | Marcelo Demoliner Roberto Maytín                      | 6:3, 6:1           |
| 2013      | Andrés Molteni Fernando Romboli       | Marcelo Demoliner Sergio Galdós                       | 6:4 6:4            |
| 2012      | Facundo Argüello Agustín Velotti      | Claudio Grassi Luca Vanni                             | 7:6(4), 7:6(5)     |
| 2010–2011 | Nie rozgrywany                        | Nie rozgrywany                                        | Nie rozgrywany     |
| 2009      | Martín Alund Juan Martín Aranguren    | Cristóbal Saavedra Corvalán Guillermo Rivera Aránguiz | 6:2, 7:6(4)        |
| 2008      | Luis Horna Sebastián Prieto           | Ramón Delgado Júlio Silva                             | 6:3, 6:3           |
| 2007      | Pablo Cuevas Eduardo Schwank          | Michael Quintero Martín Vilarrubí                     | 6:4, 6:2           |
| 2002–2006 | Nie rozgrywany                        | Nie rozgrywany                                        | Nie rozgrywany     |
| 2001      | Enzo Artoni Daniel Melo               | José Acasuso Martín Vassallo Argüello                 | 6:2, 1:6, 7:6(7)   |
| 2000      | Gastón Etlis Martín Rodríguez         | Juan Ignacio Chela Luis Horna                         | 6:2, 5:2 krecz     |